# Arthur Bailey
Alan Brian Bailey (ur. 27 marca 1881 w Yorku, zm. 3 marca 1961 w Hawanie) – kanadyjski wioślarz pochodzenia angielskiego, srebrny medalista olimpijski.
Wystąpił na igrzyskach olimpijskich w Saint Louis w 1904 roku, gdzie kanadyjska osada Toronto Argonauts w składzie: Arthur Bailey, John Rice, George Reiffenstein, Philip Boyd, George Strange, William Wadsworth, Donald MacKenzie, Joseph Wright i Thomas Loudon zdobyła srebrny medal w ósemkach. Do złotych medalistów, Amerykanów z Vesper Boat Club, Kanadyjczycy stracili trzy długości łódki. Startowały tylko dwie drużyny. Był to jego jedyny start olimpijski.